# Кляйн, Доминик
Доминик Вальтер Роланд Кляйн (нем. Dominik Walter Roland Klein; род. 16 декабря 1983, Мильтенберг) — немецкий гандболист, с сезона 2016/17 левый крайний команды «Нант» и сборной Германии, чемпион мира 2007 года. Известен под прозвищами «Доми» и «Мини».
Кроме того, Кляйн выиграл сезон 2006/07 все соответствующие немецкие названия. Лига чемпионов ЕГФ был классифицирован в 2006/07 сезоне, выиграв 2009/10 и 2011/12. Он также выиграл с THW немецком чемпионате в 2007, 2008, 2009, 2010, 2012, и DHB Cup 2007, 2008, 2009, 2011 и 2012 годах.

## Карьера

### Клубная
Кляйн начинал свою карьеру в команде «Обернунг», откуда в 2002 году перешёл в «Гроссвальштадт». В 2003 году перебрался в «Ваддау-Массенхайм», в том же году им заинтересовался «Киль», но из-за серьёзных проблем в чемпионате не смог приобрести игрока. В 2005 году Доминик вернулся в «Гроссвальштадт», а через год всё-таки был приобретён «Килем». В составе «зебр» в сезоне 2006/2007 ему покорились все возможные титулы в Германии. Победителем Лиги чемпионов он стал трижды в сезонах 2006/07, 2009/10 и 2011/12, чемпионом Германии в 2007, 2008, 2009, 2010 и 2012 годах, обладателем Кубка Германии в 2007, 2008, 2009, 2011 и 2012 годах.

### В сборной
Дебютировал в сборной 4 января 2003 в Штутгарте против сборной Венгрии. Первый и на данный момент единственный трофей Доминика в сборной был завоёван в финале домашнего чемпионата мира 2007 года 4 февраля 2007, когда в финале немцы выиграли у сборной Польши.

## Семья
3 июля 2009 Доминик женился на своей давней подруге Изабель Нагель, которая выступает за команду «Букстехудер» и сборную Германии. У Доминика есть также брат Марсель, который работает в администрации гандбольного клуба «Киль» с 1 января 2011 в отделе маркетинга. 23 февраля 2014 у Доминика и Изабель родился сын.

## Достижения

### В сборной
- Чемпион мира среди юниоров 2003
- 5-е место на чемпионате Европы 2006
- Чемпион мира 2007
- 4-е место на чемпионате Европы 2008
- 5-е место на чемпионате мира 2009

### В клубе
- Обладатель Кубка Шлекера: 2006, 2007, 2009, 2010 и 2011
- Обладатель Кубка Германии: 2007, 2008, 2009, 2011 и 2012
- Победитель Лиги чемпионов ЕГФ: 2007, 2010 и 2012
- Финалист Лиги чемпионов: 2008 и 2009
- Чемпион Германии: 2007, 2008, 2009, 2010 и 2012
- Обладатель Суперкубка Германии: 2007, 2008, 2011 и 2012
- Победитель Суперкубка ИГФ: 2011
- Обладатель Кубка европейских чемпионов: 2007

## Деятельность вне гандбола
С 2006 года Кляйн является послом организации «Ангел-хранитель» (нем. Schutzengel) по борьбе с муковисцидозом; также он работает в благотворительной организации имени Йоахима Декарма, немецкого гандболиста и легкоатлета, который в 1979 году после тяжёлой травмы стал инвалидом. Доминик был послом заявки Мюнхена на проведение Зимних Олимпийских игр 2018 года.

## Статистика
Статистика Доминика Кляйна сезона 2017/18 указана на 1.6.2018
| Сезон     | Клуб  | Лига           | Матчи | Голы | 7-метр | Голы |
| --------- | ----- | -------------- | ----- | ---- | ------ | ---- |
| 2006/07   | Киль  | Бундеслига     | 34    | 144  | 1      | 143  |
| 2007/08   | Киль  | Бундеслига     | 34    | 89   | 1      | 88   |
| 2008/09   | Киль  | Бундеслига     | 32    | 88   | 0      | 88   |
| 2009/10   | Киль  | Бундеслига     | 33    | 95   | 0      | 95   |
| 2010/11   | Киль  | Бундеслига     | 32    | 78   | 0      | 78   |
| 2011/12   | Киль  | Бундеслига     | 34    | 89   | 1      | 88   |
| 2012/13   | Киль  | Бундеслига     | 32    | 64   | 0      | 64   |
| 2013/14   | Киль  | Бундеслига     | 33    | 34   | 0      | 34   |
| 2014/15   | Киль  | Бундеслига     | 27    | 77   | 0      | 77   |
| 2015/16   | Киль  | Бундеслига     | 14    | 28   | 0      | 28   |
| 2016/17   | Нант  | LNH Division 1 | 26    | 90   | 5      | 85   |
| 2017/18   | Нант  | LNH Division 1 | 23    | 58   | 0      | 58   |
| 2006—2016 | Итого | Бундеслига     | 307   | 792  | 3      | 789  |